# Jon Hess
Jon Hess (Nova York, 1956) és un director de cinema i productor estatunidenc.

## Filmografia

### Director
- 1988: The Lawless Land
- 1988: Watchers
- 1991: Alligator II: The Mutation
- 1991: Not of This World - telefilm
- 1993: Força excessiva (Excessive Force)
- 1997: Infidelity/Hard Fall
- 1998: Mart (Mars)
- 1998: Legion - telefilm
- 1999: Crash and Byrnes - telefilm

### Productor
- 1997: Infidelity/Hard Fall
- 1998: American History X
- 2004: The Path to Adventure - telefilm